# Zachodni Specjalny Okręg Wojskowy
Zachodni Specjalny Okręg Wojskowy (ros. Западный Особый военный округ, ЗапОВО) – ogólnowojskowy, operacyjno-terytorialny związek Sił Zbrojnych ZSRR.
Utworzony rozkazem Ludowego Komisariatu Obrony nr 0141 z 11 lipca 1940 poprzez przemianowanie Białoruskiego Specjalnego Okręgu Wojskowego. Sztab znajdował się w Mińsku. W czerwcu 1941 roku na bazie dowództwa Okręgu utworzono Front Zachodni.

## Dowódcy Okręgu
- gen. armii (od 1941) Dmitrij Pawłow: 7 czerwca 1940 (rozkaz LKO nr 02469) - ?

## Członkowie Rady Wojskowej
- komisarz korpuśny (od 1940) Aleksandr Fominych: 7 czerwca 1940 (rozkaz LKO nr 02469) - ?

## Szefowie Sztabu
- gen. mjr (od 1940) Władimir Klimowskich: 26 lipca 1940 (rozkaz LKO nr 0090) - ?.